# Ospedale San Filippo Neri

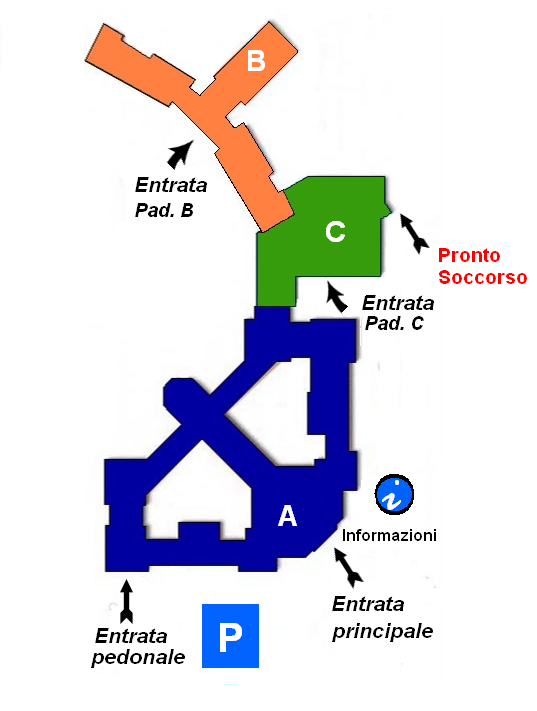
Pianta Ospedale

Il Presidio Ospedaliero San Filippo Neri è un ospedale pubblico italiano facente parte dell'Azienda Sanitaria Locale Roma 1.
Si trova nella zona urbanistica di Ottavia ed è attivo come presidio a servizio del settore nord-occidentale della Capitale con i propri reparti di degenza regolare, day hospital e day surgery.

## Storia
L'ospedale San Filippo Neri è stato costruito nel 1940 e poi ampliato negli anni sessanta.
Dal 1º luglio 1994 l'ospedale è diventato "ospedale di rilievo nazionale e di alta specializzazione", a seguito dei riconoscimenti ottenuti nelle attività ad elevata specializzazione presenti, quali: neurochirurgia e neurologia intensiva, cardiologia, cardiochirurgia e oncologia. Contemporaneamente l'ospedale si è costituito in azienda ospedaliera, ai sensi dell'art. 6 della legge regionale n.18 del 16 giugno 1994, acquisendo quindi personalità giuridica pubblica ed autonomia imprenditoriale, ed ha assunto la denominazione di Azienda complesso ospedaliero San Filippo Neri ospedale di rilievo nazionale e di alta specializzazione.
Attualmente è sede dei centri di riferimento regionale per:
- oncologia;
- cardiologia;
- chirurgia vascolare;
- neurochirurgia.

Presso l'U.O.C. di Neurochirurgia è attiva dal 2000 la neurochirurgia mini-invasiva computer assistita per il trattamento dei tumori del sistema nervoso centrale. Mediante moderni software, introdotti da Shahram Sherkat, si diagnosticano e curano tutte le patologie neoplastiche cerebrali, con approcci microchirurgici e mirati.
L'U.O.C. di Neurochirurgia del San Filippo Neri è inoltre un importante centro di riferimento per la Neurochirurgia Stereotassica (Responsabile: Dr Shahram Sherkat).
È poi attivo l'ambulatorio integrato multispecialistico dedicato alla cura del paziente affetto da tumore cerebrale (Presidi Sant'Andrea, Via Cassia 721).
È anche presente una unità valutativa Alzheimer, inserita nel progetto Cronos del Ministero della sanità e un centro di nutrizione clinica.
A seguito della riorganizzazione aziendale sono stati avviati una serie di interventi di riprogettazione strutturale del complesso ospedaliero, con una completa rivisitazione della distribuzione interna dei padiglioni A e B, sia dal punto di vista edile che impiantistico. È stato quindi attivato il nuovo edificio C, per ospitare il Dipartimento di emergenza e accettazione (DEA) di II livello.
Gli interventi di ristrutturazione edilizia ed impiantistica, tuttora in corso, prevedono anche il miglioramento alberghiero dei reparti.
Sebbene oggetto di numerose ristrutturazioni e ampliamenti, l'edificio originario riporta resti di simboli architettonici di stampo fascista, tipici dell'epoca, come ad esempio i fasci littori presenti sulla facciata dell'ingresso principale.